# Nyamarebe (vattendrag i Burundi, Ruyigi)
Nyamarebe är ett vattendrag i Burundi.   Det ligger i provinsen Ruyigi, i den centrala delen av landet, 110 km öster om huvudstaden Bujumbura.
I omgivningarna runt Nyamarebe växer huvudsakligen savannskog. Runt Nyamarebe är det ganska tätbefolkat, med 144 invånare per kvadratkilometer.